# Districtul Senec

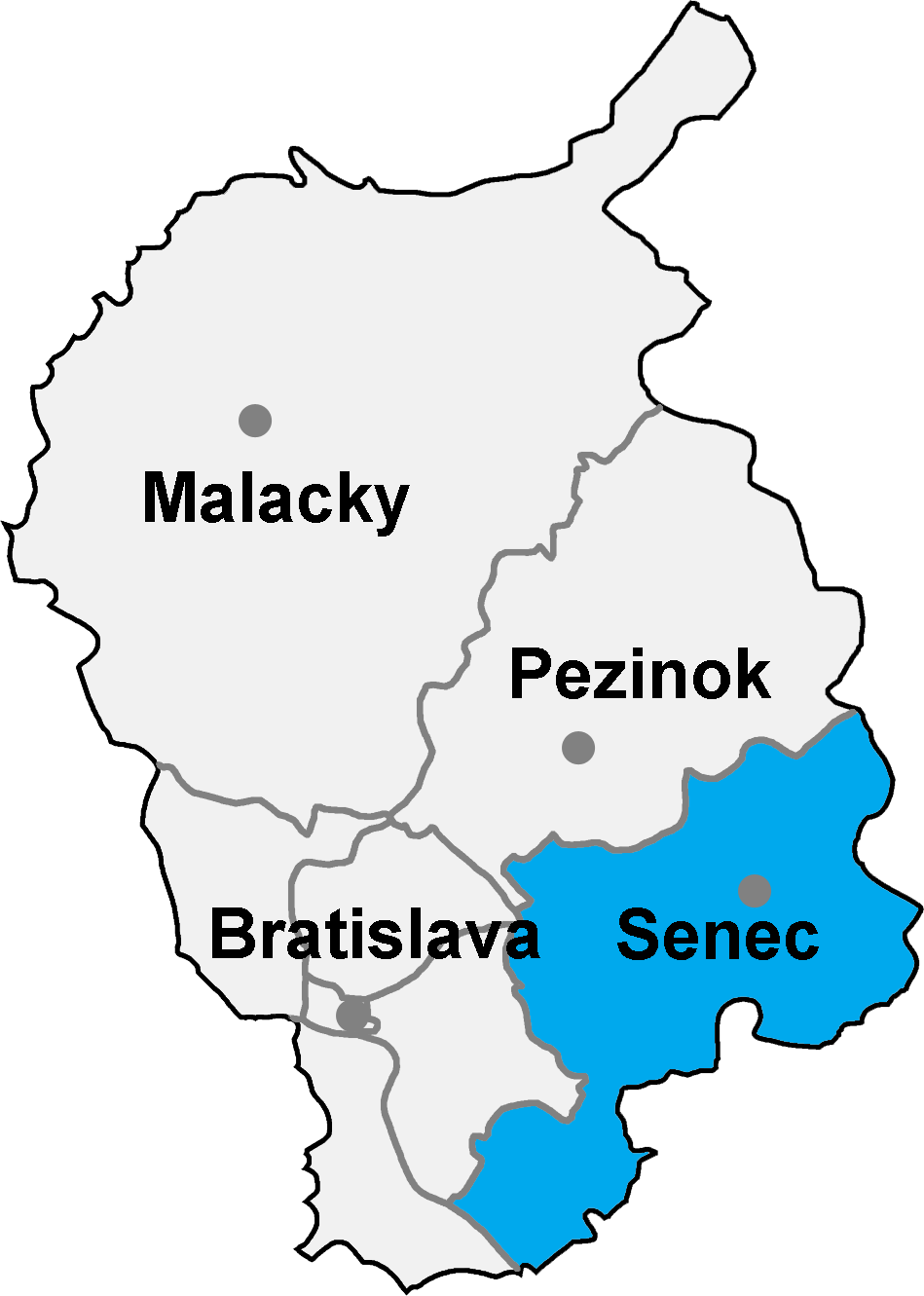
Districtul Senec

Districtul Senec (okres Senec) este un district în Slovacia vestică, în Regiunea Bratislava. 

## Demografie
| An:                | 1994   | 2004   | 2014    | 2024    |
| ------------------ | ------ | ------ | ------- | ------- |
| Număr de persoane: | 50.299 | 54.747 | 75.001  | 106.951 |
| Diferență:         |        | +8,84% | +36,99% | +42,59% |

| An:                | 2023    | 2024    |
| ------------------ | ------- | ------- |
| Număr de persoane: | 105.075 | 106.951 |
| Diferență:         |         | +1,78%  |

## Comune
- Bernolákovo
- Blatné
- Boldog
- Čataj
- Dunajská Lužná
- Hamuliakovo
- Hrubá Borša
- Hrubý Šúr
- Hurbanova Ves
- Chorvátsky Grob
- Igram
- Ivanka pri Dunaji
- Kalinkovo
- Kaplná
- Kostolná pri Dunaji
- Kráľová pri Senci
- Malinovo
- Miloslavov
- Most pri Bratislave
- Nová Dedinka
- Nový Svet
- Reca
- Rovinka
- Senec
- Tomášov
- Tureň
- Veľký Biel
- Vlky
- Zálesie